# Relazioni bilaterali tra Italia e Kosovo
Le relazioni bilaterali tra Italia e Kosovo fanno riferimento ai rapporti diplomatici fra la Repubblica Italiana e la Repubblica del Kosovo. Il Kosovo ha dichiarato la propria indipendenza dalla Serbia il 17 febbraio 2008, l'Italia ha riconosciuto l'indipendenza il 21 febbraio. Dal 15 febbraio 2008, l'Italia ha un'ambasciata a Pristina. Il Kosovo ha un'ambasciata a Roma e un Consolato generale a Milano.

## Relazioni militari
L'Italia partecipò, nel 1999, all'Operazione Allied Force della NATO, con la conseguente amministrazione ONU del Kosovo. Attualmente in Kosovo sono presenti 1935 soldati italiani, impegni in missioni di peacekeeping.